# John Aiken
Pour les articles homonymes, voir Aiken.
Donald John Judson Aiken, né le 1er janvier 1932 à Arlington aux États-Unis, et mort le 2 novembre 2021 à Reading aux États-Unis, est un joueur professionnel de hockey sur glace américain qui évoluait au poste de gardien de but.

## Carrière
Aiken a fait l'essentiel de sa carrière dans des ligues mineures. Il a également été gardien de réserve des Bruins de Boston de la Ligue nationale de hockey pendant 13 saisons sans jouer un match avec eux.
Il est surtout connu pour avoir joué son seul match dans la LNH avec les Canadiens de Montréal alors qu'il était membre des Bruins : le 13 mars 1958, lors d'un match opposant Boston à Montréal, Jacques Plante, gardien des Canadiens se blesse en heurtant la barre transversale de son but avec la tête. Les franchises de la LNH ne disposant pas de gardien remplaçant à l'époque, c'est Aiken qui regarde le match depuis les tribunes avec son père qui est appelé pour remplacer le gardien de Montréal,. En 34 minutes de jeu, il encaisse 6 buts sur 18 lancers par ses coéquipiers habituels. Malgré tout, il est félicité à la fin du match pour ses efforts par les joueurs de Montréal.
Il meurt le 2 novembre 2021.

## Statistiques
| Saison    | Équipe                | Ligue |    | PJ | V  | D | Pr/N  | Min | BC    | Moy  | % Arr | Bl | Pun |
| 1954-1955 | Terriers de Boston    | ECAC  | 23 | 4  | 19 | 0 | 1 380 | 163 | 7,09  |      | 0     | 0  |     |
| 1957-1958 | Canadiens de Montréal | LNH   | 1  | 0  | 1  | 0 | 34    | 6   | 10,59 | 66,7 | 0     | 0  |     |